# Trauerndes Elternpaar

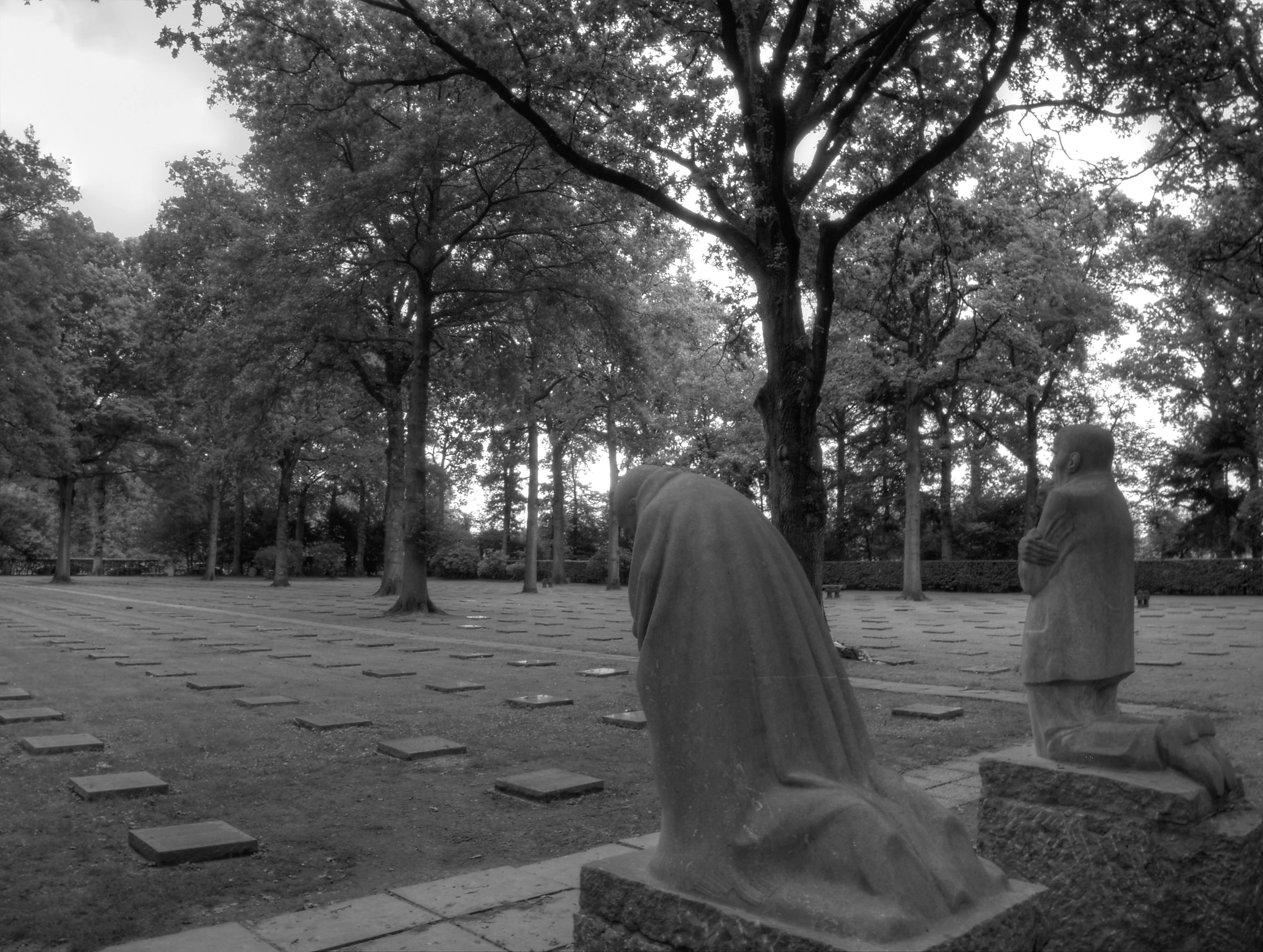
Figurengruppe Trauerndes Elternpaar (1914–1932) von Käthe Kollwitz auf dem Deutschen Soldatenfriedhof in Vladslo, Westflandern, Belgien

Trauerndes Elternpaar heißt eine von der deutschen Malerin, Grafikerin und Bildhauerin Käthe Kollwitz geschaffene zweiteilige Figurengruppe, die deren 1914 im Ersten Weltkrieg gefallenem jüngsten Sohn, dem 18-jährigen Peter Kollwitz, gewidmet ist. Sie steht heute auf dem Deutschen Soldatenfriedhof in Vladslo, Westflandern, rund 20 Kilometer südlich von Ostende. Die aus belgischem Granit gefertigte Skulptur gilt als Käthe Kollwitz’ bildhauerisches Hauptwerk.

## Schaffensphase

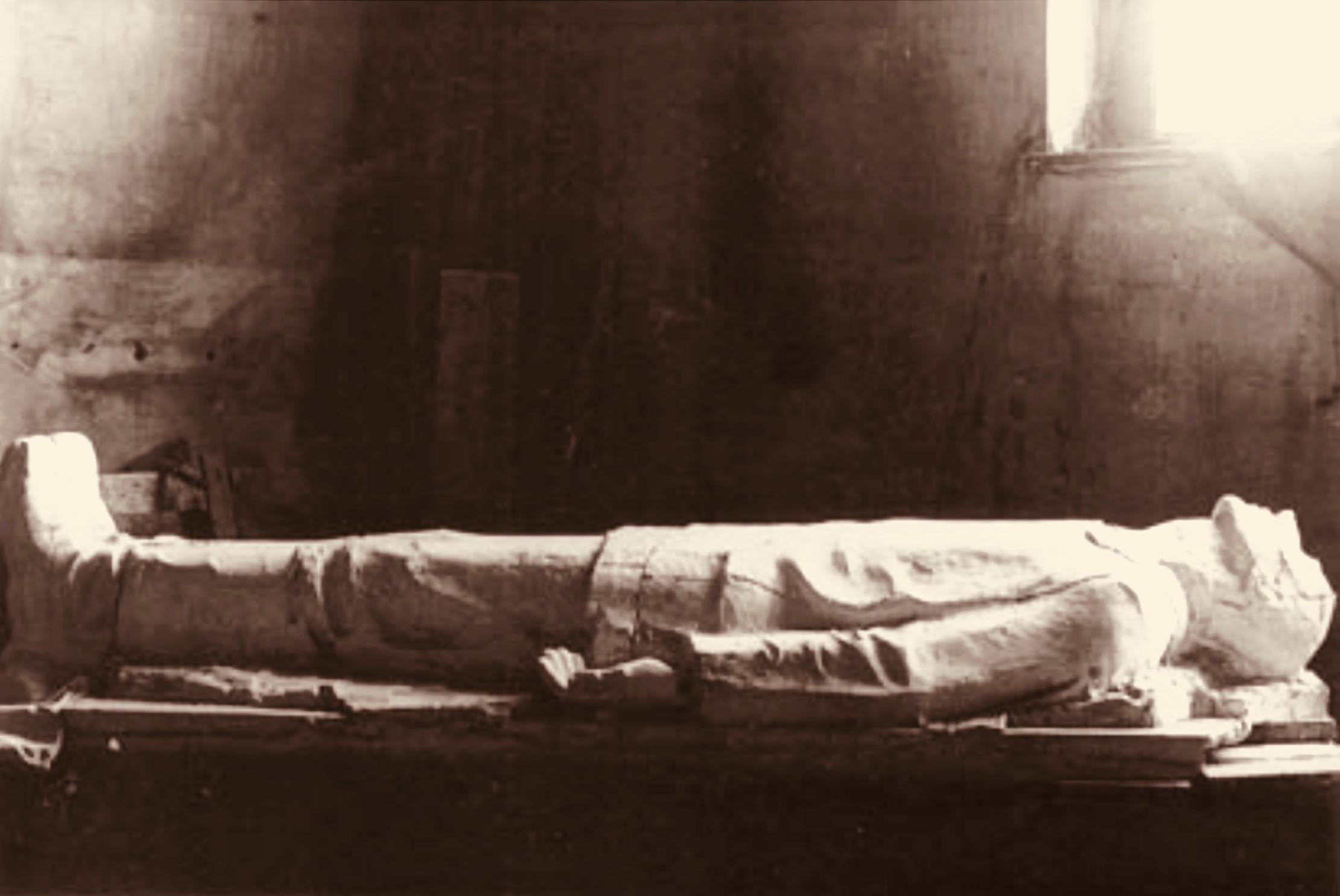
Käthe Kollwitz: Liegender toter Soldat (Peter Kollwitz), 1915/16

Gemäß den Tagebucheintragungen von Käthe Kollwitz begann sie am 1. Dezember 1914 mit den Überlegungen, Planungen und Arbeiten an einem Denkmal für ihren Sohn. Konkret wandte sie sich zunächst der Skulptur ihres gefallenen Sohnes zu, die sie aus Gips modellierte und in einer ersten Phase mal als Akt und 1915/16 bekleidet ausführte. Von dieser ist bis heute nur eine Fotografie im Landesarchiv Berlin erhalten. Sie zeigt einen auf dem Rücken liegenden toten Soldaten mit nach hinten überstrecktem Kopf, Peter Kollwitz, der als Mittelfigur eines dreiteiligen Denkmals geplant war. Das Stilmerkmal des nach hinten überstreckten Kopfes findet sich später in der realisierten Pietà Mutter mit totem Sohn wieder.
Eine Anregung von Ernst Barlach soll Käthe Kollwitz später den Anstoß gegeben haben, den die Eltern repräsentierenden Figuren ihre eigenen Gesichtszüge und die ihres Ehemannes Karl Kollwitz zu geben.

## Beschreibung
Beide Eltern-Skulpturen, die auf Sockeln positioniert sind, wurden etwa lebensgroß und kniend ausgearbeitet. Ausgeführt wurden die bildhauerischen Arbeiten von August Rhades (1886–1979) und Fritz Diederich (1869–1951). Die mittig davor geplante liegende Skulptur des gefallenen Sohnes Peter entfiel ganz; ebenso wie eine Inschrift, die der gefallenen Jugend gewidmet war. Vom Gesamteindruck hätte er wohl so gewirkt, als ob er durch seinen nach hinten überstreckten Hals den Augenkontakt mit seinen Eltern suche. Die Figur des Vaters strahlt Würde aus, sie hält sich aufrecht, erscheint jedoch ganz in sich gekehrt, als buchstäblich versteinert – mit eingefallenen Wangen, verschlossenen Lippen, mit verbittert nach unten gezogenen Mundwinkeln. Ihr leicht zum Boden gerichteter Blick scheint sich im Unendlichen zu verlieren. Die Figur der Mutter hingegen ist tief gebeugt, hat eine Kragenhälfte ans Gesicht herangezogen, verkrampft ihre Hände Halt suchend im Stoff ihres Mantels, ihre Augen sind geschlossen.

## Präsentation und Aufstellung

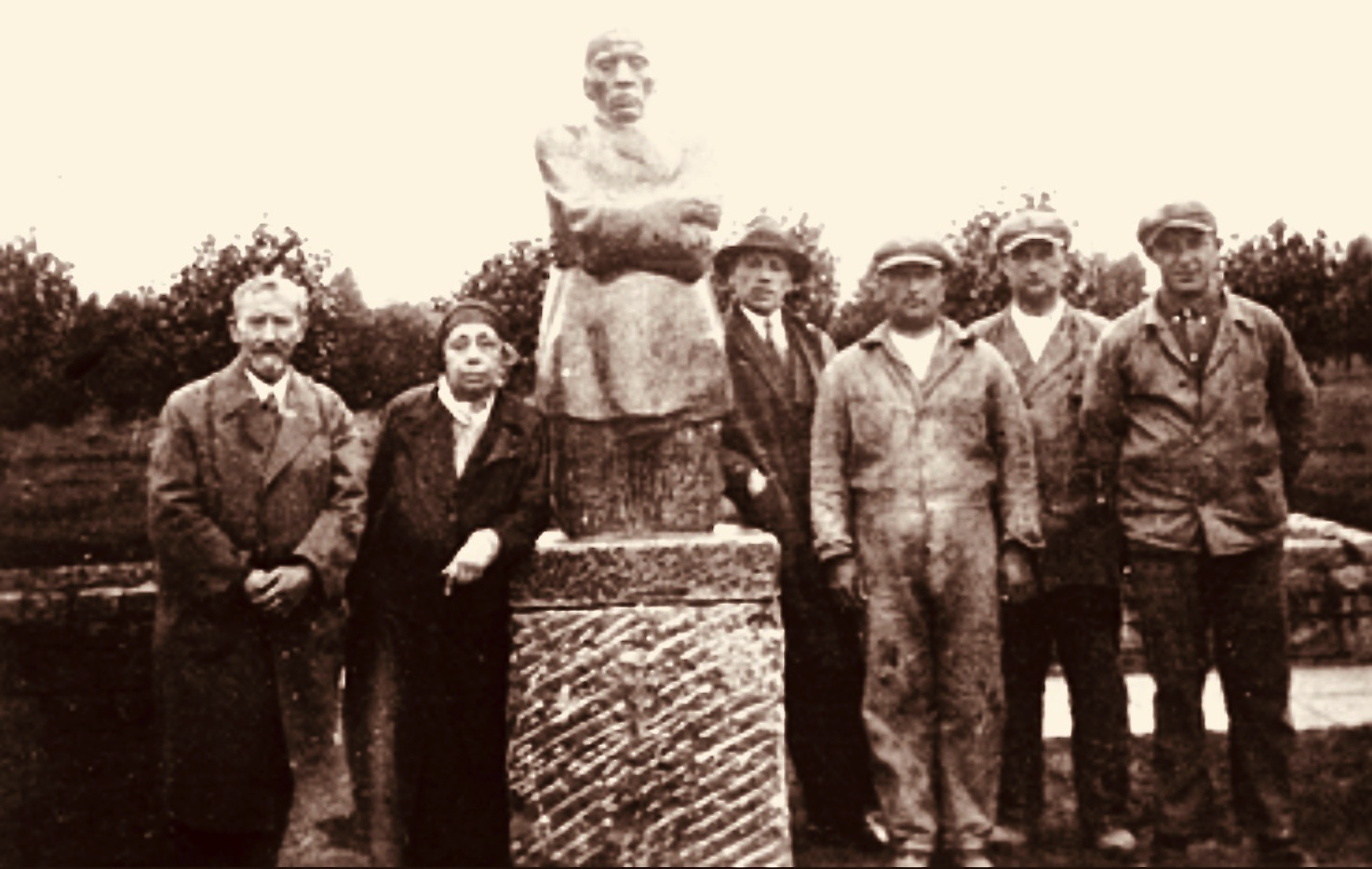
Karl Kollwitz und seine Ehefrau Käthe neben der die Gesichtszüge von Karl tragenden Skulptur auf dem deutschen Soldatenfriedhof Esen-Roggeveld, Westflandern, 23. Juli 1932

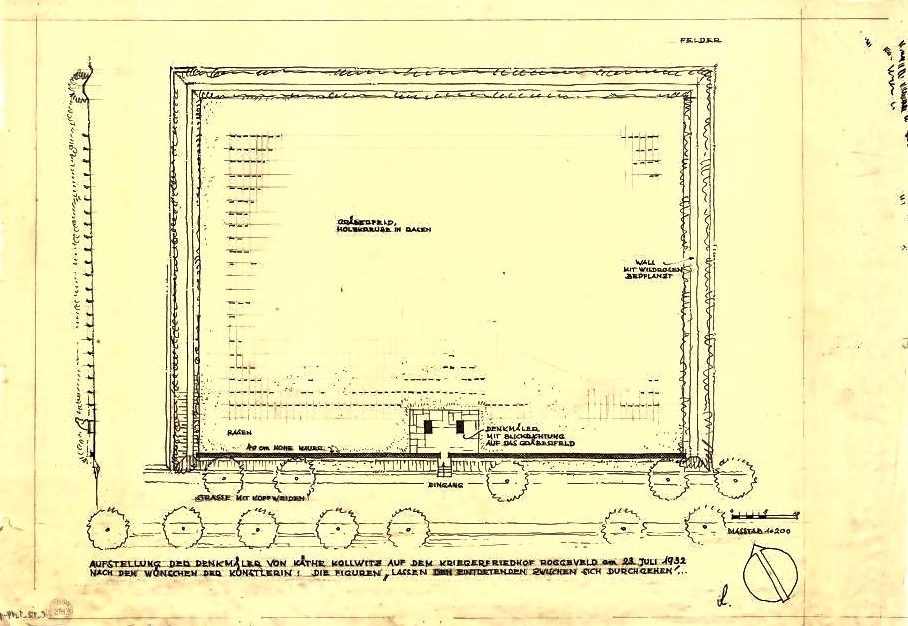
Situationsplan Kriegerfriedhof Esen-Roggeveld, 1932

Nach 18 Jahren Arbeit wurde die Figurengruppe im Sommer 1932 zunächst in der Berliner Nationalgalerie präsentiert und dann am 23. Juli 1932 in Belgien auf dem deutschen Soldatenfriedhof Esen-Roggeveld unter persönlicher Aufsicht von Käthe und Karl Kollwitz aufgestellt, dort, wo der jüngste Sohn des Ehepaares beigesetzt worden war.
Der Errichtung der Skulpturengruppe gingen jedoch lange Diskussionen und viele Widerstände voraus. Den Belgiern galten die beiden Figuren als in ihrem Land in Stein gehauene, stetig präsente Feinde. Sie wurden in der Folge viele Jahre als „Mette“ und „Pette“, als „Manten“ und „Kalle“ verspottet. Erst eine Vermittlung durch Albert Einstein brachte den Durchbruch; die Skulpturengruppe durfte aufgestellt werden. Doch auch in Deutschland gab es Widerspruch; der nationalsozialistische Völkische Beobachter war der Ansicht: „So sieht Gott sei Dank eine deutsche Mutter nicht aus“. Dabei nahm das Blatt Bezug auf das NS-Bild der deutschen Mutter. Gekränkt zeigt sich Kollwitz in ihren Tagebüchern über die Ignoranz durch "kommunistische Blätter".
Auf dem Soldatenfriedhof Roggeveld bildeten die beiden Figuren das Entrée der Begräbnisstätte; eintretende Besucher liefen zwischen ihnen hindurch, um die Begräbnisstätte zu besuchen.
Nach der 1956 begonnenen Auflösung der meisten deutschen Soldatenfriedhöfe in Westflandern, es waren 158, wurden die Gräber umgebettet. Die Skulpturengruppe von Käthe Kollwitz wurde ebenfalls abtransportiert und in Vladslo im Praatswald neu aufgestellt. Zu ihren Füßen, wenige Meter entfernt, ruhen inzwischen 25.645 deutsche Soldaten, darunter ihr eigener Sohn Peter Kollwitz.
Eine 1959 durch Bundespräsident Theodor Heuss der Öffentlichkeit freigegebene Kopie der Skulpturengruppe aus Muschelkalk steht in der als Gedenkstätte dienenden Ruine der St.-Alban-Kirche in Köln, die Figur des Vaters seinerzeit ausgeführt durch Joseph Beuys, die der Mutter durch Erwin Heerich, beide damals Meisterschüler von Ewald Mataré an der Düsseldorfer Kunstakademie. Ein Abguss wurde am 20. September 2014 in der Deutschen Kriegsgräberstätte Rshew zur Erinnerung an den im Zweiten Weltkrieg bei Rschew gefallenen Enkel Peter (1921–1942) durch den Volksbund Deutsche Kriegsgräberfürsorge errichtet. Der Friedhof wird jährlich von ca. 70000 Besuchern aufgesucht. Als Pläne bekannt wurden, dass  Volksbund Deutsche Kriegsgräberfürsorge die Statuen eventuell in ein Museum nach Deutschland verbringen wollte, hat der belgische Staat das gesamte Areal durch einen Ministerialerlass vom 18. März 1997 unter Denkmalschutz gestellt.

## Dokumentarfilm
Der Regisseur Kurt Tetzlaff schuf 1967 in der DDR für die DEFA „Saatfrüchte sollen nicht vermahlen werden“, 18 Minuten über das Werk „Trauerndes Elternpaar“ von Käthe Kollwitz.

## Video
- Vladslo (4:04 Min.), YouTube